# Ллойд, Шерифа
Шерифа Ллойд (англ. Shereefa Lloyd; род. 2 сентября 1982, Кларендон, Мидлсекс) — ямайская легкоатлетка, специализируется в беге на спринтерские дистанции, в частности, 400 метров. Серебряный и бронзовый призёр Олимпийских игр (2008, 2012) и призёр чемпионатов мира.

## Карьера
Она выступала за команду Texas Tech под руководством Уэса Киттли.
На чемпионате мира 2007 года Ллойд завоевала бронзовую медаль в эстафете 4×400 метров вместе с партнёршами по команде Шерикой Уильямс, Давитой Прендагаст и Новлен Уильямс. Она также достигла полуфинала в личном зачете с лучшим результатом 51,00 с. Она также входила в состав ямайских команд, завоевавших бронзовую медаль на летних Олимпийских играх 2008 и 2012 годов.
1 февраля 2017 года у россиянки Антонины Кривошапки, занявшей второе место вместе с партнёршами, обнаружили запрещенное вещество и дисквалифицировали всю команду. Таким образом, ставшая первоначально третьей сборная Ямайки должна получить «серебро».

## Личные рекорды
- 100 метров — 11,50 с (2003)
- 200 метров — 23,10 с (2004)
- нератифицированный рекорд — 22,76 (2008, ветер +3,8 м/с)
- 400 метров — 50,62 с (2008)